# أوكتافيا سبنسر
أوكتافيا سبنسر (بالإنجليزية: Octavia Spencer) (ولدت 25 مايو 1970)، هي ممثلة أمريكية ومؤلفة. حصلت على عدة تقديرات وجوائز خلال مسيرتها التي بدأت في 1996. برزت في فيلم المساعدة حيث فازت عن دورها في الفيلم بجائزة الأوسكار لأفضل ممثلة مساعدة وجائزة الغولدن غلوب لأفضل ممثلة مساعدة وجائزة بافتا لأفضل ممثلة في دور ثانوي.

## قائمة الأعمال

### الأفلام
- (1996) وقت للقتل[6]
- (1999) أن تكون جون مالكوفيتش[7]
- (1999) بلو ستريك[8]
- (1999) لم تقبل من قبل[9]
- (2000) منزل بيغ ماما[10]
- (2002) سبايدرمان
- (2003) سانتا الشرير[11]
- (2003) سوات[12]
- (2004) الفوز بموعد مع تيد هاملتون![13]
- (2005) المدرب كارتر[14]
- (2005) ملكة الدماثة 2 مسلحة ورائعة[15]
- (2008) 7 أرطال[16][17]
- (2009) اسحبني إلى الجحيم[18][17]
- (2009) العازف المنفرد[19]
- (2009) هالووين 2[17]
- (2010) عشاء للأغبياء[20]
- (2011) المساعدة[21][22][23]
- (2013) محطم الثلج[24]
- (2014) أسود أو أبيض
- (2014) انهض[25]
- (2015) الآباء والبنات[26][27]
- (2015)  متمردة[28]
- (2016) زوتوبيا[29][30][31]
- (2016)  المخلصة[32][33]
- (2016) شخصيات مخفية[34][35][36]
- (2016) موهوب[37]
- (2017) شكل الماء
- (2018) أسرة فورية
- (2020) رحلة سفر الدكتور دوليتل

### المسلسلات
- أم
- أميريكان داد!
- الملفات الغامضة
- دارما وغريغ
- نيويورك
- ويزردز أوف ويفرلي بليس[38]

## وصلات خارجية
- أوكتافيا سبنسر على موقع IMDb (الإنجليزية)
- أوكتافيا سبنسر على موقع الموسوعة البريطانية (الإنجليزية)
- أوكتافيا سبنسر على موقع روتن توميتوز (الإنجليزية)
- أوكتافيا سبنسر على موقع ألو سيني (الفرنسية)
- أوكتافيا سبنسر على موقع ميوزك برينز (الإنجليزية)
- أوكتافيا سبنسر على موقع أول موفي (الإنجليزية)
- أوكتافيا سبنسر على موقع بوكس أوفيس موجو (الإنجليزية)
- أوكتافيا سبنسر على موقع قاعدة بيانات الأفلام السويدية (السويدية)
- أوكتافيا سبنسر على موقع إن إن دي بي (الإنجليزية)
- أوكتافيا سبنسر على موقع قاعدة بيانات الفيلم (الإنجليزية)
- Octavia Spencer biography – كوميدي سنترال
- "Perfect Casting", BlogStage, Back Stage magazine, May 2010
- Riley, Jenelle, "Octavia Spencer: The quip queen", AllBusiness.com